# Linia kolejowa Hajfa – Dara
Linia kolejowa Doliny (hebr. רכבת העמק, ha-Rakewet ha-Emek; ang. Valley Railway; arab. خط سكك حديد مرج بن عامر) – dawna linia kolejowa będąca łącznikiem miasta portowego Hajfa z linią Kolei Hidżaskiej, która łączyła Damaszek z Medyną. Linia została wybudowana na początku XX wieku przez Imperium Osmańskie, a następnie była użytkowana przez Brytyjski Mandat Palestyny. Była to kolej wąskotorowa. W wyniku zniszczeń wojennych 1948 roku linia została wyłączona z eksploatacji. Linia przebiegała przez Dolinę Jezreel, od której otrzymała nieoficjalną nazwę Kolej Doliny (nazwa ta funkcjonowała wyłącznie w środowiskach żydowskich w Palestynie).

## Przebieg linii
Linia kolejowa przebiegała z zachodu na wschód, zaczynając się w nadmorskim mieście portowym Hajfa. Tutejsza równina przybrzeżna jest stosunkowo wąska, ograniczona z południa przez masyw góry Karmel, z zachodu przez Zatokę Hajfy i z północy przez ujście rzeki Kiszon do Morza Śródziemnego. Linia kolejowa biegła wzdłuż rzeki Kiszon i kierując się na południowy wschód przebiegała przez Emek Zewulun, aby dotrzeć do Doliny Jezreel w Dolnej Galilei. Następnie prowadziła do Doliny Charod i zjeżdżała do Doliny Bet Sze’an w depresji Rowu Jordanu. Linia wykręcała tutaj na północ i prowadziła na północ, by po przekroczeniu mostami rzek Jordan i Jarmuk dotrzeć do swojego końca w mieście Dara.

## Historia

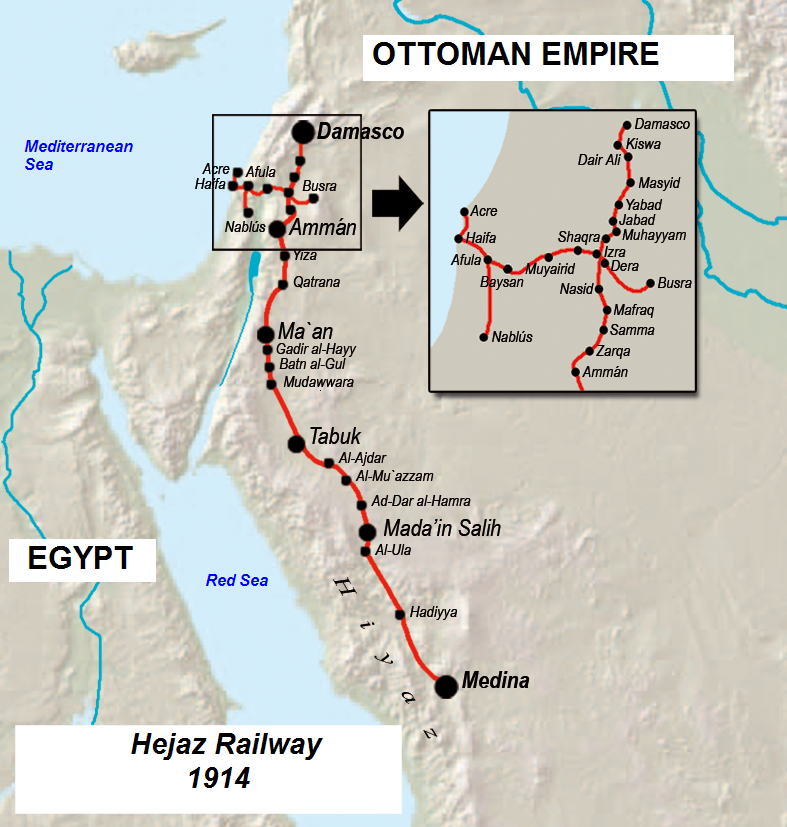
Kolej Hidżaska z odnogą prowadzącą do Hajfy

### Pierwsze próby
Pierwsze propozycje budowy linii kolejowej przebiegającej przez Dolinę Jezreel pojawiły się w latach 60. XIX wieku. Brytyjski wicekonsul Thomas b. Sndwit zaproponował budowę linii kolejowej z Hajfy do Bagdadu. Ziemie te wchodziły w skład Imperium Osmańskiego, natomiast wicekonsul Sndwit dążył do wzmocnienia pozycji Wielkiej Brytanii na Bliskim Wschodzie i w tym celu starał się o utworzenie drogi lądowej łączącej Morze Śródziemne poprzez Palestynę, Syrię, Irak i Persję z Indiami. Następnie w 1862 roku inżynier Carl-Friedrich Zimpel przyjechał do Palestyny, przeprowadził pomiary i przygotował plan budowy linii kolejowej. Zaproponował on budowę linii z Jafy do Jerozolimy, a stamtąd do Jerycha, Bet Sze’an i Damaszku. W latach 70. XIX wieku brytyjski podróżnik Claude Reignier Conder zaproponował budowę linii kolejowej łączącej Hajfę z Żyznym Półksiężycem. W 1883 roku Palestynę odwiedził brytyjski podróżnik i dyplomata sir Laurence Oliphant. Był on zagorzałym syjonistą i miał nadzieję na utworzenie żydowskich kolonii w regionie Gilead na wschód od rzeki Jordan. Oliphant twierdził, że aby rozwijać osadnictwo żydowskie w Palestynie należy w trybie pilnym wybudować linię kolejową, która pobudziłaby rozwój gospodarczy, handel i kulturę Ziemi Izraela. Zaproponował on przebieg linii z Hajfy do Tyberiady, a stamtąd przez Dolinę Hula do Damaszku.
W międzyczasie, w 1882 roku arabska rodzina Sursok z Bejrutu, zaproponowała władzom tureckim budowę linii kolejowej łączącej Hajfę z rzeką Jordan, z możliwością wydłużenia jej w przyszłości do Damaszku. Rodzina Sursok promowała ten projekt z trzech głównych powodów: (1) większość ziem w Dolinie Jezreel była w jej posiadaniu, i budowa kolei podniosłaby wartość gruntów; (2) kolej ułatwiłaby transport i obniżyła koszty handlu, otwierając dalszą drogę zbytu zboża poprzez linię Kolei Hidżaskiej, która łączyła Damaszek z Medyną; (3) rodzina nie była w stanie samemu ponieść kosztów budowy linii, dlatego promowała na uznanie jaj jako projekt państwowy, licząc na zarobek ze sprzedaży franczyzy. W dniu 16 maja 1883 roku sir Oliphant poinformował w amerykańskiej gazecie The Sun, że spotkał się z rodziną Sursok i rozmawiał nad kosztami budowy kolei. Zawarto wówczas pierwszą umowę w tej sprawie i Oliphant razem z Gottliebem Schumacherem i Georgiem Aggerem założył przedsiębiorstwo, które rozpoczęło prace geodezyjne w terenie. Prace pomiarowe i planowanie trasy ukończono do 13 czerwca tego roku. W 1884 roku Oliphant i Agger zaczęli poszukiwać inwestorów, skłonnych do sfinansowania zakupu franczyzy na budowę kolei od rodziny Sursok. Pozyskano dwóch inwestorów brytyjskich i potencjalnie jednego niemieckiego, środki te były jednak zdecydowanie za małe. Oliphant wysłał wtedy list do księcia Sutherland, George’a Sutherland-Leveson-Gowera: „Kwestia budowy kolei ma ogromne znaczenie polityczne i ekonomicznie. Będzie to kluczowy łącznik sieci transportowej łączącej Egipt, Palestynę, Syrię, Azję Mniejszą i Żyzny Półksiężyc. Mam wiele obaw, że pomysł ten znajdzie się w rękach niemieckich.” Oliphant i jego współpracownicy przedstawili ideę budowy kolei licznym inwestorom, rozprowadzając przy tym ulotki reklamujące linię kolejową między „bogatym spichlerzem” Hauran a portami na wybrzeżu Morza Śródziemnego. Zapewniano przy tym potencjalnych inwestorów, że zwrot inwestycji wyniesie 34%. Dodatkową zachętą miały być zezwolenia górnicze na terenach położonych wokół torów, a także pomoc przy uzyskaniu dodatkowych zezwoleń na prowadzenie innych działalności gospodarczych. Wielki projekt przewidywał także rozbudowę Portu Hajfa lub Portu Akka oraz uruchomienie morskiej linii transportowej wzdłuż wybrzeża z Bejrutu do Aleksandrii. Brytyjski rząd wykazał zainteresowanie tematem i wysłał księcia Sutherland jako swojego przedstawiciela, ale ten odmówił udziału w finansowaniu projektu. W ten sposób pod koniec 1884 roku pierwsza próba budowa kolei upadła, a wpłacone 50 tys. franków jako gwarancja udzielona rodzinie Sursok, przepadły w skarbcu sułtana.

### Budowa

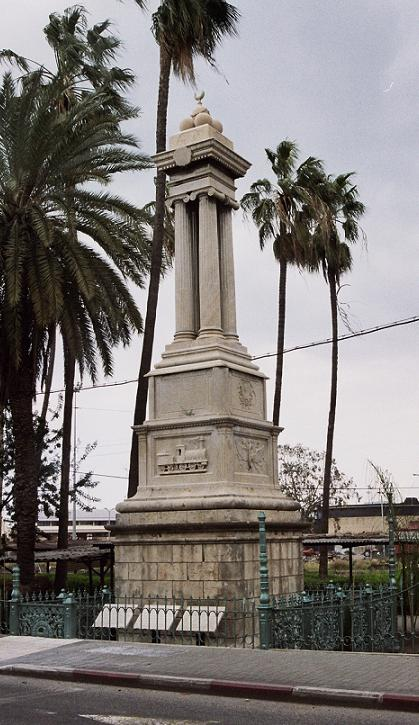
Pomnik w Hajfie, upamiętniający otwarcie kolei

W dniu 13 maja 1890 roku władze osmańskie okazały zainteresowanie budową kolei łączącej Hajfę z Damaszkiem. W tym celu udzielono odpowiednią franczyzę libańskiemu inżynierowi efendi Jusuf Eliasowi. Nie był w stanie samodzielnie zebrać odpowiedniej ilości funduszy na sfinansowanie budowy, dlatego sprzedał franczyzę angielskiemu przedsiębiorcy Johnowi Robertowi Pilling, który szybko założył firmę finansową wspierającą projekt budowlany. Spółka była notowana na London Stock Exchange pod nazwą S.O.R. Ltd. – Syria Ottoman Railway Limited. Przy tworzeniu projektu linii wykorzystano wcześniej przygotowane opracowania. Jednak w ocenie brytyjskich inżynierów Akka wydawała się lepszym miejscem rozpoczęcia budowy niż otoczona bagnami ze wszystkich stron Hajfa. Po dalszej analizie uznano, że Zatoka Hajfy stwarza szersze możliwości rozwoju w przyszłości, a starożytny Port Akka był niewielki i za płytki dla nowoczesnych statków parowych. Przywrócono więc wcześniejszą koncepcję Hajfy. Projekt zakładał, że linia kolejowa poprowadzi przez Dolinę Jezreel do Wzgórz Golan, a stamtąd do Damaszku (około 370 km i 27 stacji kolejowych). W dniu 13 grudnia 1893 roku w Hajfie odbyła się uroczystość rozpoczęcia budowy. Początkowo prace przebiegały szybko, jednak utknęły na początku 1895 roku. Powodem były poważne konflikty między szefami firm budowlanych oraz utrudnienia stwarzane przez francuską firmę transportową Chémin de Fer Damas-Hama et Prolongements (GDGP). Francuzi utrzymywali regularne połączenia samochodami ciężarowymi na trasie między Bejrutem a Damaszkiem, i budowana linia kolejowa stanowiła dla nich konkurencję. Robili oni wszystko, aby wstrzymać postępy angielskiej budowy i uzyskali własną koncesję na budowę linii kolejowej łączącej Bejrut z Damaszkiem. W rezultacie, w latach 1893-1895 Brytyjczykom udało się wybudować zaledwie 14 km linii i przygotować podłoże pod kolejne 20 km torów. W tym czasie wybudowano kamienny most nad rzeką Kiszon. Spółka Syria Ottoman Railway Limited zbankrutowała, a w 1898 roku prace budowlane wznowiła firma Palmer and Tritton. Wzniesiono wał przebiegający przez całą Dolinę Jezreel i zaczęto układać tory, jednak w 1902 roku władze tureckie anulowały zezwolenie budowlane (angielskiej firmie wypłacono odszkodowanie w wysokości 150 tys. lirów). Przyczyną odmowy była decyzja Turków o budowie własnej linii kolejowej, która miała być przedłużeniem Kolei Hidżaskiej łączącej Damaszek z Medyną.
Pomysł budowy Kolei Hidżaskiej został po raz pierwszy przedstawiony publicznie w maju 1900 roku. Sułtan Abdülhamid II był zafascynowany kolejnictwem i zdecydował się budowę kolei z kilku powodów. Po pierwsze, pragnął w ten sposób wzmocnić pozycję Imperium osmańskiego na Bliskim Wschodzie i Półwyspie Arabskim. Po drugie, pragnął wzmocnienia swojego własnego statusu jako władcy i sułtana. Po trzecie, kolej miała ułatwić wiernym pielgrzymkę al-hadżdż do Mekki. W celu budowy sułtan nawiązał współpracę z Cesarstwem Niemieckim, które było zainteresowane wzmocnieniem swoich wpływów w Imperium osmańskim. Prace budowlane rozpoczęto w dniu 1 września 1900 roku. Były one nadzorowane przez niemieckiego inżyniera Heinricha Augusta Meissnera. Do jego dyspozycji sułtan przeznaczył 9,5 tys. żołnierzy oraz wielu inżynierów. Meissner usiłował porozumieć się z Francuzami, aby dostarczali mu zaopatrzenie  i materiały budowlane przez Bejrut do Damaszku. Okazało się jednak, że francuska linia kolejowa będzie napotykać zimą na duże trudności w zaśnieżonych górach. Zdecydowano się wówczas powrócić do angielskiej koncepcji łącznika z Portem Hajfą, aby tą drogą dostarczać zaopatrzenie. Budowa tej linii stała się tym bardziej ważna, że stanowiła konkurencję dla francuskiej linii kolejowej i uniezależniała wojska tureckie od korzystania z usług Francuzów (nie zgodzili się oni na odsprzedania swoich udziałów ani nieruchomości). Projekt linii oparto na wcześniejszych planach z końca XIX wieku. Zmodyfikowano jednak wcześniejsze założenia, rezygnując z trasy przez Wzgórza Golan na rzecz budowy mostów nad rzekami Jordan i Jarmuk. W 1902 roku oficjalnie przejęto dawne brytyjskie tereny budowlane w Dolinie Jezreel i rok później rozpoczęto budowę. W styczniu 1904 roku otwarto pierwszy odcinek linii kolejowej między Hajfą a Bet Sze’an (długość 59 km), a w dniu 15 października 1905 roku odbyła się uroczystość otwarcia całej linii kolejowej z Hajfy do Damaszku.

### Eksploatacja linii

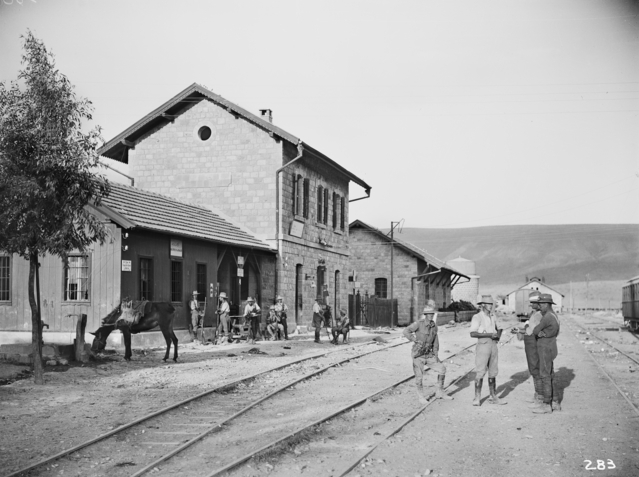
Australijscy żołnierze na jednej ze stacji, 1918 r.

Uruchomienie linii kolejowej przyniosło pewne ożywienie gospodarcze całemu regionowi. Służyła ona głównie do transportu materiałów budowlanych z Portu Hajfa do Kolei Hidżaskiej, jednak stopniowo rosło także jej znaczenie w przewozie towarów handlowych. Bardzo szybko stała się głównym konkurentem dla francuskiej linii Bejrut-Damaszek. Turcy celowo obniżali przy tym ceny do tego stopnia, że wielu kupców dostarczało swoje towary do Bejrutu okrężną drogą kolejową przez Damaszek (było taniej niż drogą morską). Szybko Kolej Doliny stała się najbardziej dochodowym odcinkiem Kolei Hidżaskiej. Wraz ze wzrostem liczby przewożonych towarów, spadały ceny biletów pasażerskich. W konsekwencji rósł również ruch pasażerski, a nowe technologie kolejnictwa skracały czas podróży. Dodatkowym ważnym czynnikiem była słabo rozwinięta sieć drogowa – w owym czasie istniały w miarę dobre drogi Hajfy-Akka, Hajfa-Nazaret i Hajfa-Afula-Dżanin. Takie miejscowości jak Tyberiada i Bet Sze’an były odcięte i jedynym wygodnym środkiem transportu była kolej. Pasażerowie dojeżdżali pociągami do Bet Sze’an, skąd firmy transportowe dowoziły podróżnych do kibucu Deganja i dalej niemieckim statkiem „Nordau” przez Jezioro Tyberiadzkie docierali do Tyberiady. Umożliwiło to rozwój ruchu turystycznego i już w 1906 roku angielska agencja turystyczna Thomas Cook & Son oferowała wakacyjne wycieczki do Egiptu i Ziemi Świętej. W owym czasie poziom bezpieczeństwa był bardzo niski, a informacje o ruchu pociągów były przekazywane elektrycznym telegrafem wybudowanym wzdłuż torów. W dniu 7 lipca 1909 roku doszło do katastrofy kolejowej – z powodu błędu telegrafisty zderzyły się dwa pociągi (zginął maszynista jednego ze składów). Zmusiło to operatora linii kolejowej do wprowadzenia zmian i modernizacji. Do pierwotnych ośmiu stacji dobudowano kolejnych 12 przystanków i stacji. W 1912 roku linię wydłużono do miasta Bosra w Syrii, a pod koniec tego samego roku wybudowano 18 km torów z Hajfy do Akki. Wzrost ruchu wymusił także wprowadzenie nowych wagonów pierwszej i drugiej klasy (wcześniej były tylko trzeciej, ekonomicznej klasy) oraz wagonów z przestronnymi sypialniami. Wraz ze wzrostem częstotliwości kursowania pociągów, rosło także bezpieczeństwo jazdy. W 1913 roku przystąpiono do budowy nowej linii kolejowej, która miała połączyć Afulę z Jerozolimą. Z tego planu zdołano zrealizować jedynie 40 km odcinek do Dżaninu i Silat ad-Dżar. Projekt został anulowany pod presją Francuzów, którzy budowali linię kolejową z Jafy do Jerozolimy. Wiele innych mniejszych połączeń kolejowych służyło głównie potrzebom przemysłowym i wojskowym w regionie.
Podczas I wojny światowej znaczenie strategiczne kolej wzrosło, zwłaszcza ze względu na brak nowoczesnej infrastruktury w regionie. Cała linia kolejowa została przejęta przez armię turecką, a jej wykorzystanie do celów cywilnych ograniczone do niezbędnego minimum. Siedziba całej Kolei Hidżaskiej została przeniesiona do Hajfy. Działania Royal Navy odcięły jednak tureckie porty na Morzu Śródziemnym, zmniejszając dostawy węgla kamiennego i części zamiennych potrzebnych do utrzymania kolei. Z tego powodu większość lokomotyw przestała działać. Próbowano wydobywać węgiel w Libanie, jednak jego niska jakość powodowała uszkodzenia lokomotyw. Ostatecznie zdecydowano się na wykorzystanie węgla drzewnego. W tym celu pośpiesznie wybudowano linie kolejowe i zrealizowane dwie duże operacje logistyczne, sprowadzając drewno z rejonu Tulkarm oraz Góry Karmel i Wyżyna Manassesa. Działania te doprowadziły do wycięcia większości naturalnych lasów w Palestynie (wycięto także 1/10 wszystkich drzew owocowych). Wiosną 1918 roku wojska brytyjskie przecięły Kolej Hidżaską, a we wrześniu tego samego roku doszło do bitwy pod Megiddo. Uciekający po przegranej Turkowie nie zdążyli zniszczyć tutejszej infrastruktury kolejowej. W rezultacie wojny cała Palestyna przeszła pod panowanie Brytyjczyków, którzy w 1922 roku formalnie utworzyli Brytyjski Mandat Palestyny. Wcześniej, bo już 1 października 1920 roku powstała firma Palestine Railways, która zarządzała wszystkimi kolejami w Palestynie. Podlegała ona zwierzchnictwu Wysokiego Komisarza Palestyny. Palestine Railways postanowiło zachować zdolności przewozowe Kolei Doliny, jednak przestarzały tabor kolejowy utrudniał ich dalszą eksploatację. Największą trudnością był przy tym nietypowy rozmiar torów tureckich – ich wymiana i dostosowanie do standardów brytyjskich wymagałaby bardzo dużych nakładów, na które nie wyrażały zgody władze mandatowe. W ten sposób linia kolejowa stawała się stopniowo przestarzała i bezużyteczna, tym bardziej, że władze kładły duży nacisk na rozwój systemu dróg i promowały transport drogowy. W rezultacie linia zaczęła tracić swoją efektywność ekonomiczną – węgiel do lokomotyw był importowany z Wielkiej Brytanii.
Dla dalszych losów kolei ważnym momentem okazało się odkrycie w 1927 roku w rejonie Kirkuku (w Brytyjskim Mandacie Mezopotamii) dużego pola naftowego. Brytyjczycy opracowali plan połączenia rurociągiem pola naftowego z wybranym portem morskim na wybrzeżu Morza Śródziemnego, aby w ten sposób obniżyć koszty transportu paliwa do Europy. Przy wytyczania trasy przebiegu ropociągu kierowano się podstawowym warunkiem, aby w całości przebiegał on przez terytorium będące pod brytyjską kontrolą. Miały to być: Królestwo Iraku, Emirat Transjordanii i Mandat Palestyny. Jako punkt końcowy ropociągu wybrano Hajfę, w której w latach 1922-1933 rozbudowano Port Hajfy. W latach 1934–1935 spółka petrochemiczna Iraq Petroleum Company wybudowała ropociąg Mosul-Hajfa. Przy budowie ropociągu wykorzystano tutejszą linię kolejową, którą przewieziono 38 tys. ton materiałów budowlanych i rur. Równocześnie w Dolinie Jezreel rozwijało się osadnictwo żydowskie, które również wykorzystywało kolej do transportu swoich towarów. Szczególnie istotna okazała się rola pociągów przy rozwoju mleczarstwa – od 1922 roku rannym pociągiem dostarczano mleko do Hajfy. Bardzo szybko zyskał on miano „pociągu mleka” i dostarczał mleko handlarzom w Hajfie już o godzinie drugiej w nocy. Pod rozkład jego jazdy dostosowano pracę wszystkich żydowskich producentów mleka w Dolinie Jezreel. Wraz ze wzrostem opłacalności ekonomicznej, zwiększono częstotliwość kursowania pociągów pasażerskich do dwóch dziennie – jeden z nich jechał do Damaszku znajdującego się teraz we Francuskim Mandacie Syrii i Libanu. W latach 1936–1939 było już pięć pociągów dziennie, i dodatkowo trzy pociągi dziennie na linii Hajfa-Akka. Taka częstotliwość kursowania umożliwiała robotnikom przyjazd rano do pracy w zakładach w rejonie Hajfy, i powrót wieczorem do swoich domów. Wraz z wybuchem arabskiego powstania w Palestynie (1936–1939) rozpoczęły się ataki na Kolej Doliny. Arabowie podkładali miny pod tory, powodując zniszczenia torowisk i taboru. Dodatkowo wykorzystywano węgiel (przechowywany na składach przy stacjach kolejowych) do wywoływania pożarów i niszczenia zasiewów na polach żydowskich osadników. Aby przeciwdziałać takim atakom, władze mandatowe powołały do życia Departament Policji Kolejowej Palestyny. Bardzo szybko „straż kolei” rozrosła się do wielkości ponad 700 strażników, z których wielu było członkami żydowskiej organizacji samoobrony Hagana. W kwietniu 1938 roku na linii kolejowej uruchomiono regularne kursowanie pociągu policyjnego. Również członkowie Policji Żydowskich Osiedli uczestniczyli w ochronie kolei, natomiast siły żydowskiej Mobilnej Straży patrolowali uzbrojonymi samochodami linię kolejową, poszukując miejsc zasadzek i aresztując osoby podejrzane. Na ich potrzeby sprowadzono dwie specjalne drezyny, które następnie opancerzono stalową blachą ze wszystkich stron. Były one stosunkowo szybkie i dysponując dużą siłą ognia mogły poruszać się w obu kierunkach torów. Czasami z przodu drezyny lub pociągu przywiązywano wziętego do niewoli arabskiego powstańca – miał on chronić w ten sposób jadący skład przed detonacją podłożonych materiałów wybuchowych. W latach 1938–1944 konsorcjum Consolidated Refineries Limited (CRL) będące spółką joint venture Shella i Anglo-American Oil Co. wybudowało rafinerię w Hajfie. Wówczas „straż kolei” rozszerzyła swoją działalność, obejmując ochronę rafinerii, portu i innych zakładów przemysłowych w rejonie Hajfy. Ta działalność była kontynuowana podczas II wojny światowej (1939–1945). Lata wojny były szczytowym okresem ruchu kolejowego – przez Dolinę Jezreel jeździło sześć składów dziennie. Latem 1941 roku Brytyjczycy przeprowadzili operację „Exporter”, podczas której zajęli Francuski Mandat Syrii i Libanu. Tutejszą linię kolejową wykorzystywano wtedy do transportu wojska, broni i ewakuacji rannych.

### Koniec kolei
Po zakończeniu II wojny światowej, społeczność żydowska w Palestynie przeżyła duże rozczarowanie stanowiskiem Brytyjczyków wobec realizacji obietnic Deklaracji Balfoura. Zamiast dążyć do utworzenia żydowskiego państwa w Mandacie Palestyny, Brytyjczycy zaczęli utrudniać imigrację Żydów do Palestyny. Spowodowało to zwrócenie się żydowskich organizacji samoobrony przeciwko władzom mandatowym. Jedną z pierwszych akcji przeprowadzonych przeciwko sieci kolejowej w Palestynie była tzw. „noc pociągów” – w nocy 1 listopada 1945 roku żydowskie grupy zaatakowały 153 obiekty kolejnictwa w całym kraju. W Dolinie Jezreel zniszczono rozjazd w pobliżu stacji kolejowej w Afuli. Podczas „nocy mostów”, w nocy 16 czerwca 1946 roku zniszczono lub uszkodzono jedenaście kluczowych mostów łączących Mandat Palestyny z sąsiednimi krajami. Wysadzono wtedy most kolejowy (długość 130 metrów) w pobliżu Hamat Gader, odcinając Kolej Doliny od Kolei Hidżaskiej. Od tego momentu, każdy kto chciał dojechać do Syrii, musiał pojechać pociągiem do rzeki Jordan, a następnie przesiąść się do samochodu i dalej kontynuować podróż.
Poszukując skutecznego rozwiązania narastającego konfliktu izraelsko-arabskiego w dniu 29 listopada 1947 roku została przyjęta Rezolucja Zgromadzenia Ogólnego ONZ nr 181. Zakładała ona między innymi, że linia kolejowa Doliny miała znaleźć się w granicach nowo utworzonego państwa żydowskiego. Arabowie odrzucili tę rezolucję i dzień później doprowadzili do wybuchu wojny domowej w Mandacie Palestyny. Na samym jej początku siły Arabskiej Armii Wyzwoleńczej zajęły okoliczne wioski i sparaliżowały żydowską komunikację w regionie. Przebieg walk uzmysłowił stronie żydowskiej realne zagrożenie zbrojnej interwencji sąsiednich państw arabskich. Aby temu zapobiec, żydowskie siły zbrojne podjęły szereg działań obliczonych na sparaliżowanie kolei. W nocy 5 marca 1948 roku zaatakowano ponad 200 obiektów kolejnictwa w całym kraju. Wysadzono wtedy most położony w pobliżu kibucu Gewa. Jego zniszczenie zatrzymało ruch pociągów na całej linii. Dwa miesiące później, w nocy 14 maja 1948 roku wysadzono mosty na rzece Jordan w pobliżu kibucu Geszer. Akcje sabotażowe odniosły swój cel, i podczas I wojny izraelsko-arabskiej linia kolejowa była wyłączona z ruchu. W wyniku wojny, cała linia znalazła się w nowo powstałym państwie Izrael. Cały region przeżył jednak bardzo duże zmiany geopolityczne, których skutkiem było między innymi wyłączenie z eksploatacji ropociągu Mosul-Hajfa. Brak porozumienia pokojowego z sąsiednimi państwami uniemożliwił także odbudowę zniszczonych granicznych mostów kolejowych. Dodatkową trudnością była kwestia nietypowej szerokości torów – podczas II wojny światowej Brytyjczycy przebudowali przybrzeżną linię kolejową, wprowadzając obowiązujący na całym świecie standard szerokości (linię wydłużono aż do Bejrutu). Przebudowa nie objęła Kolei Doliny. W związku z tym, gdy w 1949 roku państwo Izrael rozpoczęło regulację kolejnictwa, główny ciężar inwestycji został skierowany na najważniejszą przybrzeżną linię kolejową. Wąskotorowa linia przebiegająca przez Dolinę Jezreel została pominięta, i obsługiwała jedynie ograniczony ruch pracowników kolei, wojska oraz wycieczki turystyczne. We wrześniu 1951 roku społeczności położone wzdłuż torów wystąpiły z prośbą o uruchomienie normalnych połączeń pasażerskich i towarowych, jednak żądanie to nie odpowiadało planom Rakewet Jisra’el. W dniu 14 listopada 1951 roku ostatni pociąg przejechał na trasie z Hajfy do Afuli. W 1954 roku cały tabor kolejowy sprzedano na złom. Pozostałe nieliczne eksponaty zgromadzono na stacji kolejowej Kefar Jehoszua, którą przekształcono w Muzeum Kolei Doliny. Dwa wagony znajdują się także w Muzeum Kolejnictwa Izraela w Hajfie.

## Budowa nowej linii

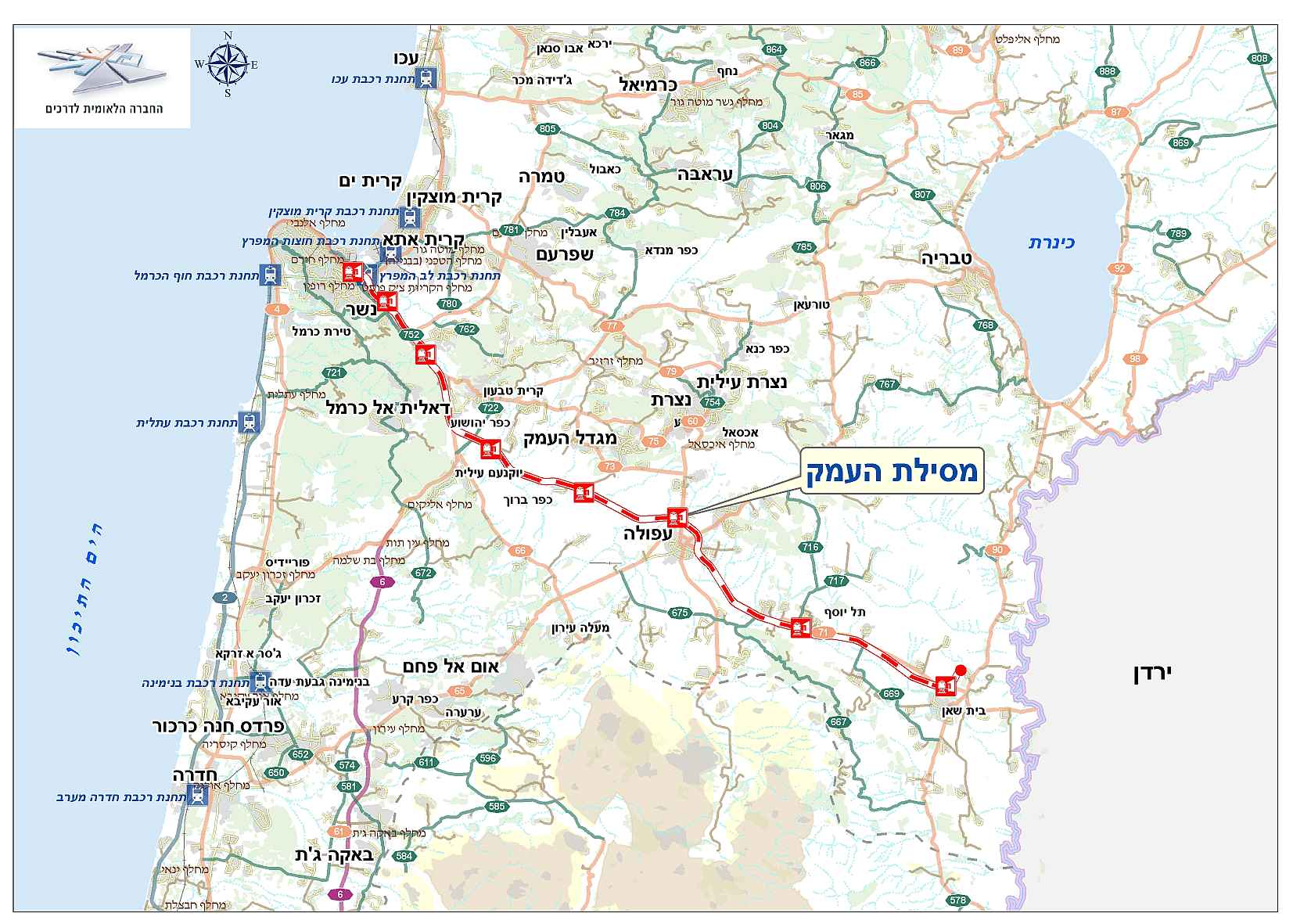
Mapa przebiegu nowej linii kolejowej

W 1988 roku władze izraelskie podjęły decyzję o odbudowie linii kolejowej w Dolinie Jezreel, jednak pierwsze badania gruntu rozpoczęły się dopiero w 1998 roku. Analizowano przydatność nowoczesnej linii kolejowej, starając się ją dostosować do nowych realiów ekonomicznych i politycznych w regionie. Dalsze prace zostały przerwane na początku 2000 roku przez recesję gospodarczą. Izrael i Jordania dążyły jednak do uruchomienia linii kolejowej, która ułatwiłaby transport towarów między oboma państwami i zwiększyła wykorzystanie Portu Hajfa. W dniu 28 października 2002 roku izraelskie ministerstwo transportu oficjalnie ogłosiło, że Rakewet Jisra’el rozpoczęło planowanie linii kolejowej w Dolinie Jezreel. Oryginalny plan zakładał koszty na poziomie 1 mld szekli. Linia miała być oddana do eksploatacji w drugiej połowie 2007 roku, jednak różne czynniki wciąż uniemożliwiały rozpoczęcie prac. Pod koniec 2005 roku zatwierdzono pięć stacji i zaproponowano wybudowanie łącznika do Dżaninu w Autonomii Palestyńskiej. Dopiero w 2011 roku opublikowano pierwszy projekt budowlany, a rok później rozpoczęto prace budowlane. Zdecydowano się na jednotorową linię, z pozostawionym miejscem pod drugi tor w przyszłości. Będzie ona miała długość 60 km i będzie przebiegać od Hajfy do Bet Sze’an, a w przyszłości do przejścia granicznego Rzeka Jordan, gdzie poprzez nowy most połączy się w mieście Irbid z system kolei Jordanii. Przewiduje się wybudowanie siedmiu stacji kolejowych. Szacunkowy koszt budowy linii wyniesie 4 mld szekli. Budowa planowo ma ukończyć się w 2016 roku i będzie służyć do przewozu zarówno pasażerów, jak i towarów. Pociągi będą osiągać prędkość 160 km/h.